# Équipe de Tunisie de football à la Coupe d'Afrique des nations 2015
 (février 2021).
L'équipe de Tunisie de football participe à la coupe d'Afrique des nations 2015 organisée en Guinée équatoriale du 17 janvier au 8 février 2015. Elle termine à la septième place de la compétition.

## Qualifications
La Tunisie se qualifie pour la CAN 2015 et termine en tête du groupe G comprenant le Sénégal,, l'Égypte, et le Botswana,.
| Rang | Équipe   | Pts | J | G | N | P | Bp | Bc | Diff |  | Résultats (▼ dom., ► ext.) |     |     |     |     |
| ---- | -------- | --- | - | - | - | - | -- | -- | ---- |  | -------------------------- | --- | --- | --- | --- |
| 1    | Tunisie  | 14  | 6 | 4 | 2 | 0 | 6  | 2  | +4   |  | Tunisie                    |     | 1-0 | 2-1 | 2-1 |
| 2    | Sénégal  | 13  | 6 | 4 | 1 | 1 | 8  | 1  | +7   |  | Sénégal                    | 0-0 |     | 2-0 | 3-0 |
| 3    | Égypte   | 6   | 6 | 2 | 0 | 4 | 5  | 6  | -1   |  | Égypte                     | 0-1 | 0-1 |     | 2-0 |
| 4    | Botswana | 1   | 6 | 0 | 1 | 5 | 1  | 11 | -10  |  | Botswana                   | 0-0 | 0-2 | 0-2 |     |

## Équipe

### Maillot
Pour la coupe d'Afrique des nations 2015, l'équipementier de l'équipe, Burrda Sport, lui confectionne un maillot spécifique pour la compétition.
| Couleurs | Blanc et rouge |
| Marque   | Burrda Sport   |
| Domicile | Extérieur      |

## Compétition
L'entraîneur belge Georges Leekens est nommé début 2014 pour tenter de relancer l'équipe. Les premiers résultats sont positifs, y compris un match nul (1-1) contre la Colombie et une victoire (1-0) contre la Corée du Sud, tous deux en matchs amicaux. Sous sa direction, l'équipe passe de la 49e place au classement mondial de la FIFA à la 22e place en quelques mois, si bien que l'équipe retrouve son éclat continental après l'émergence d'une nouvelle génération de joueurs. Lors de la finale du tournoi, la Tunisie termine en tête de son groupe pour la première fois depuis 2008, en battant la Zambie (2-1) et en faisant match nul avec le Cap-Vert et la RD Congo avec le même résultat (1-1) ; elle est cependant éliminée en quarts de finale après une défaite controversée (1-2) face à l'hôte, la Guinée équatoriale ; la Confédération africaine de football bannit l'arbitre Rajindraparsad Seechurn pendant six mois pour sa « mauvaise performance » dans le tournoi,,.

### Phase de poules
| Rang | Équipe   | Pts | J | G | N | P | Bp | Bc | Diff |
| ---- | -------- | --- | - | - | - | - | -- | -- | ---- |
| 1    | Tunisie  | 5   | 3 | 1 | 2 | 0 | 4  | 3  | +1   |
| 2    | RD Congo | 3   | 3 | 0 | 3 | 0 | 2  | 2  | 0    |
| 3    | Cap-Vert | 3   | 3 | 0 | 3 | 0 | 1  | 1  | 0    |
| 4    | Zambie   | 2   | 3 | 0 | 2 | 1 | 2  | 3  | -1   |

| 18 janvier 2015 | Tunisie                | 1 - 1   | Cap-Vert          | Nuevo Estadio de Ebebiyín, Ebebiyín                                     |                                                                         |
| 20:00 UTC+1     | Mohamed Ali Moncer 70e | (0 - 0) | 78e (pen.) Héldon | Arbitrage : Eric Otogo-Castane Aboubacar Doumbouya Theogene Ndagijimana | Arbitrage : Eric Otogo-Castane Aboubacar Doumbouya Theogene Ndagijimana |
| 20:00 UTC+1     | Rapport non-officiel   |         |                   | Arbitrage : Eric Otogo-Castane Aboubacar Doumbouya Theogene Ndagijimana | Arbitrage : Eric Otogo-Castane Aboubacar Doumbouya Theogene Ndagijimana |

| 22 janvier 2015 | Zambie               | 1 - 2   | Tunisie                                   | Nuevo Estadio de Ebebiyín, Ebebiyín                                            |                                                                                |
| 17:00 UTC+1     | Emmanuel Mayuka 59e  | (0 - 0) | 70e Ahmed Akaichi · 89e Yassine Chikhaoui | Arbitrage : Aboubacar Mario Bangoura Songuifolo Yeo Jerson Emiliano Dos Santos | Arbitrage : Aboubacar Mario Bangoura Songuifolo Yeo Jerson Emiliano Dos Santos |
| 17:00 UTC+1     | Rapport non-officiel |         |                                           | Arbitrage : Aboubacar Mario Bangoura Songuifolo Yeo Jerson Emiliano Dos Santos | Arbitrage : Aboubacar Mario Bangoura Songuifolo Yeo Jerson Emiliano Dos Santos |

| 26 janvier 2015 | RD Congo             | 1 - 1   | Tunisie           | Estadio de Bata, Bata                                      |                                                            |
| 19:00 UTC+1     | Jérémy Bokila 66e    | (0 - 1) | 31e Ahmed Akaichi | Arbitrage : Bakary Gassama Redouane Achik Yahaya Mahamadou | Arbitrage : Bakary Gassama Redouane Achik Yahaya Mahamadou |
| 19:00 UTC+1     | Rapport non-officiel |         |                   | Arbitrage : Bakary Gassama Redouane Achik Yahaya Mahamadou | Arbitrage : Bakary Gassama Redouane Achik Yahaya Mahamadou |

### Phase à élimination directe
| 31 janvier 2015 | Tunisie           | 1 - 2 a. p.     | Guinée équatoriale              | Estadio de Bata, Bata               |                                     |
| 20:30 UTC+1     | Ahmed Akaichi 70e | (0 - 0 , 1 - 1) | 90+3e (pen.) 102e Javier Balboa | Arbitrage : Rajindraparsad Seechurn | Arbitrage : Rajindraparsad Seechurn |

## Statistiques

### Buteurs
| Buts | Joueurs            | Adversaires                        |
| ---- | ------------------ | ---------------------------------- |
| 3    | Ahmed Akaichi      | RD Congo Zambie Guinée équatoriale |
| 1    | Mohamed Ali Moncer | Cap-Vert                           |
| 1    | Yassine Chikhaoui  | Zambie                             |

### Récompenses
L'attaquant Ahmed Akaichi est le meilleur buteur du tournoi.